# Малый, Игорь Александрович
Игорь Александрович Малый — начальник Ивановской пожарно-спасательной академии Государственной противопожарной службы Министерства Российской Федерации по делам гражданской обороны, чрезвычайным ситуациям и ликвидации последствий стихийных бедствий.

## Биография
Родился 4 февраля 1966 года в Выборге Ленинградской области.
В 1987 году окончил Бакинское высшее общевойсковое командное училище имени Верховного Совета Азербайджанской ССР. В 1996 году окончил Военную инженерную академию имени Куйбышева.
Участник боевых действий.
Командовал разведывательным взводом, ротой, был начальником штаба разведывательного батальона, командиром разведбата в Южной Группе войск.
С 2000 года — Начальник Главного управления МЧС России по Ульяновской области,
С 2004 года — Начальник Главного управления МЧС России по Кемеровской области
С 2006 года — Первый заместитель директора Департамента оперативного управления МЧС России.
Указом президента Российской Федерации от 3 января 2009 года № 7, на тот момент ещё в звании генерал-майора назначен на должность начальника Ивановского института ГПС МЧС России ( н.в. Ивановской пожарно-спасательной академии ГПС МЧС России).
Награждён орденом Почёта, Орденом Дружбы, медалью ордена «За заслуги перед Отечеством» 2 степени с мечами, медалью «За боевые заслуги», Почётной Грамотой Президента РФ, Почетной грамотой Совета Федераций РФ и более чем 20 медалями МЧС России и других ведомств, именным оружием. Кандидат технических наук, доцент. Почетный гражданин города Иваново.
Указом Президента Российской Федерации от 10 июня 2017 года Игорю Малому присвоено очередное звание «генерал-лейтенант внутренней службы».